# راؤول غارسيا فيلازكيز
راؤول غارسيا فيلازكيز هو سياسي مكسيكي، ولد في 22 أغسطس 1946 في مدينة مكسيكو في المكسيك، وتوفي في 4 ديسمبر 2009. نشط حزبياً في حزب العمل الوطني. وقد انتخب عضو مجلس النواب المكسيك ‏.